# Philipp Weiss
Pour les articles homonymes, voir Weiss.
Philipp Weiss (né le 5 février 1982 à Vienne) est un auteur et dramaturge autrichien. Son premier roman Le Grand Rire des hommes assis au bord du monde (Am Weltenrand sitzen die Menschen), publié en septembre 2018, paraît en français le 19 août 2021 aux Éditions du Seuil dans une traduction d'Olivier Mannoni.

## Carrière artistique
Sa pièce de théâtre Egon est publiée chez Passagen Verlag en 2008 et est jouée au Leopold Museum de Vienne. Philipp Weiss a participé au Prix Ingeborg Bachmann en 2009 avec son texte Blätterliebe. En 2010, sa pièce Seifenblasenoper. Eine Kritik der runden Vernunft est présentée au Burgtheater Vienna. Il remporte, en 2011, le prix Hans Gratzer avec sa pièce Allerwelt. La première mondiale est jouée au Schauspielhaus de Vienne, où il était l'auteur en résidence pour la saison 2013/2014.
En septembre 2018, Weiss publie son premier roman Am Weltenrand sitzen die Menschen, édité par Suhrkamp Verlag à Berlin. L'œuvre comporte 1 056 pages dans sa version originale. Ceux-ci sont séparés en 5 tomes dont un manga. Le roman s'inscrit notamment, de l'aveu de l'auteur, dans la tradition de la littérature de formation germanophone. Philipp Weiss remporte, avec cette œuvre, de nombreux prix : le Literaturpreis der Jürgen Ponto-Stiftung en 2018, le Prix Klaus-Michael Kühne et le Rauriser Literaturpreis en 2019. En octobre 2019, la première de sa pièce Der letzte Mensch est jouée au Nestroyhof Hamakom. Cette pièce traite du futur de l'humanité à travers différentes situations.
Le 19 août 2021, le roman Am Weltenrand sitzen die Menschen paraît en français aux éditions du Seuil, sous le titre Le grand rire des hommes assis au bord du monde.